# Ongiin Chiid
Ongiin Chiid (mongolisch Онгийн  Хийд) ist eine historische buddhistische Klosteranlage in der Mongolei im Südwesten der Provinz (Aimag) Dund-Gobi-Aimag.
Das Kloster befindet sich in einem ariden Gebiet der Wüste Gobi mit spärlicher Vegetation zu beiden Seiten des Flusses Ongiin Gol. Es wurde 1760 gegründet und wird in zwei Bereiche eingeteilt: Barlim Chiid (am Nordufer des Flusses) und Chutagt Chiid (am Südufer). Chiid ist der mongolische Begriff für „Kloster“.
1937 wurde der gesamte Komplex während des stalinistischen Terrors in der Mongolei vollständig zerstört. Noch heute finden sich zahlreiche Ruinen aus Lehmziegeln am Fluss und auf den umliegenden Hügeln. Überragt wird die Klosteranlage von der Ruine eines Stupas. Am Rande der Anlage wachsen einige besonders alte Ulmen.
In den 1990er Jahren begann der Wiederaufbau. Der erste Tempel wurde 2004 fertiggestellt. 2008 lebten bereits 13 Mönche wieder im Kloster. Vor der Anlage befindet sich in einer Jurte ein kleines Museum. An einer der wiedererrichteten Stupas sind auf Plaketten die Namen der Mönche aufgeführt, die 1937 ermordet wurden.
In unmittelbarer Nähe des Klosters Ongiin Khiid sowie in der näheren Umgebung befinden sich mehrere Jurtencamps zur Unterbringung von Touristen. Weitere Unterkunfts- sowie Einkaufsmöglichkeiten bietet die etwa 20 Kilometer entfernte Kreisstadt Saikhan Ovoo.

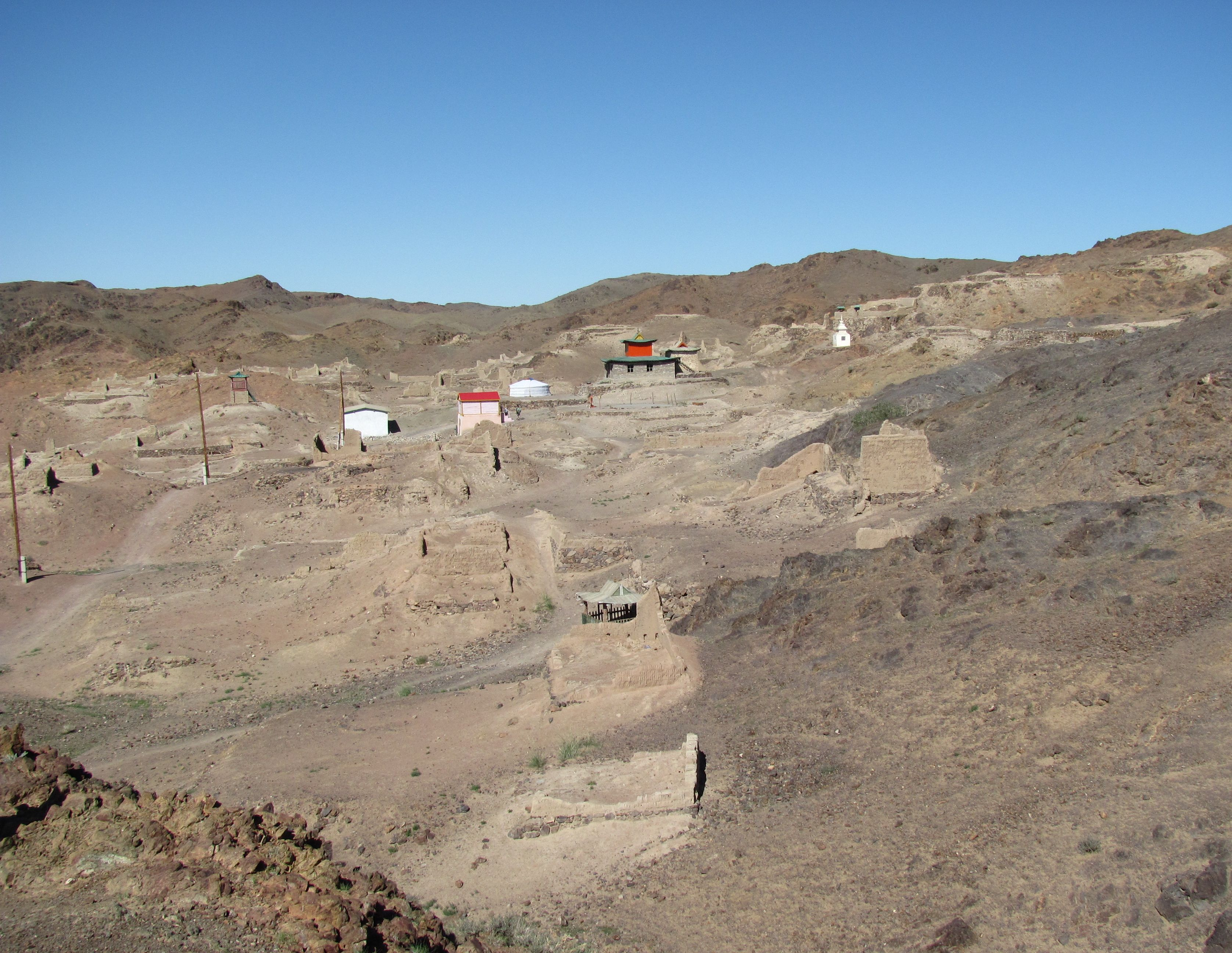
Gesamtansicht
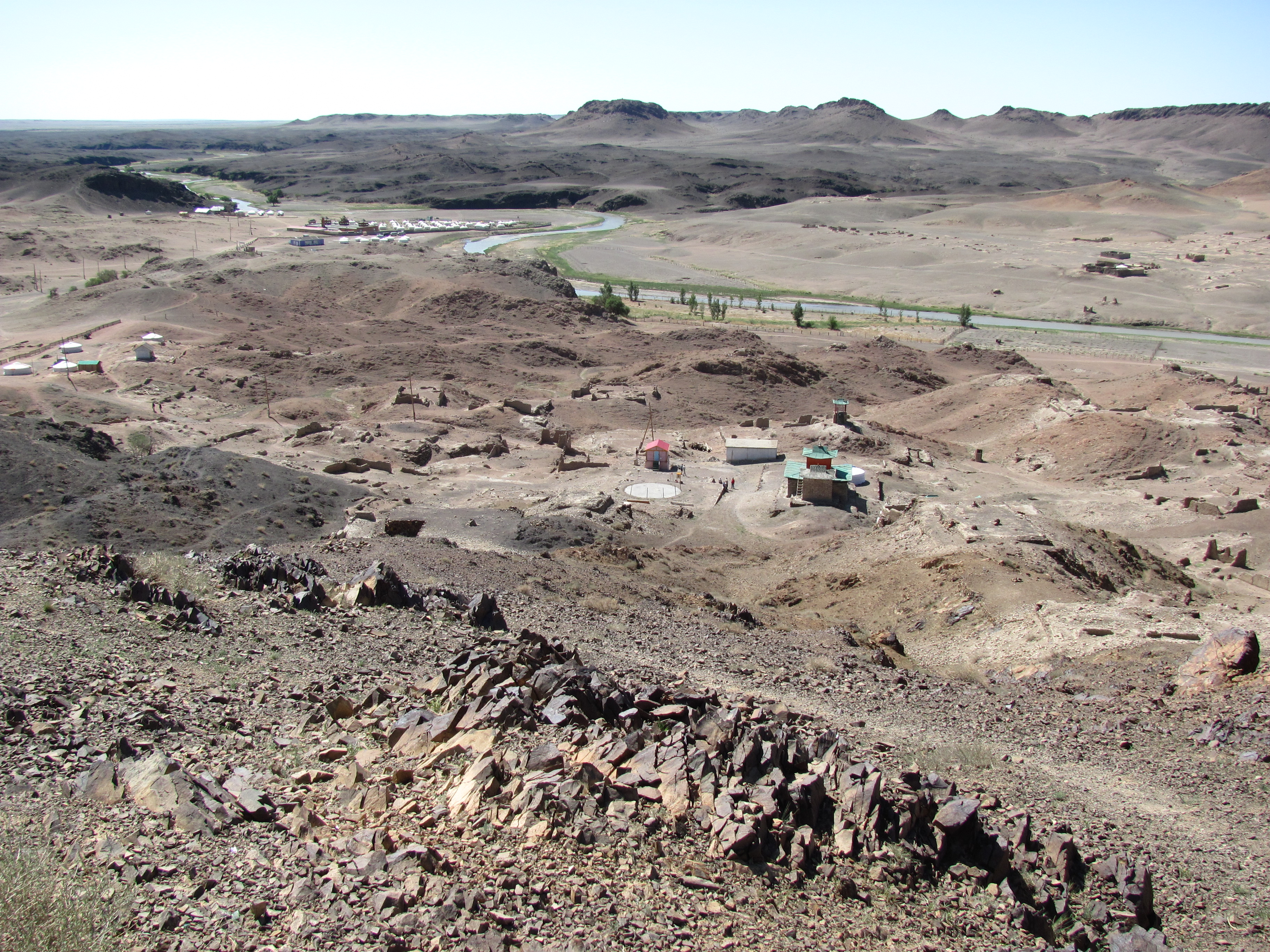
Blick zum Fluss Ongiin Gol
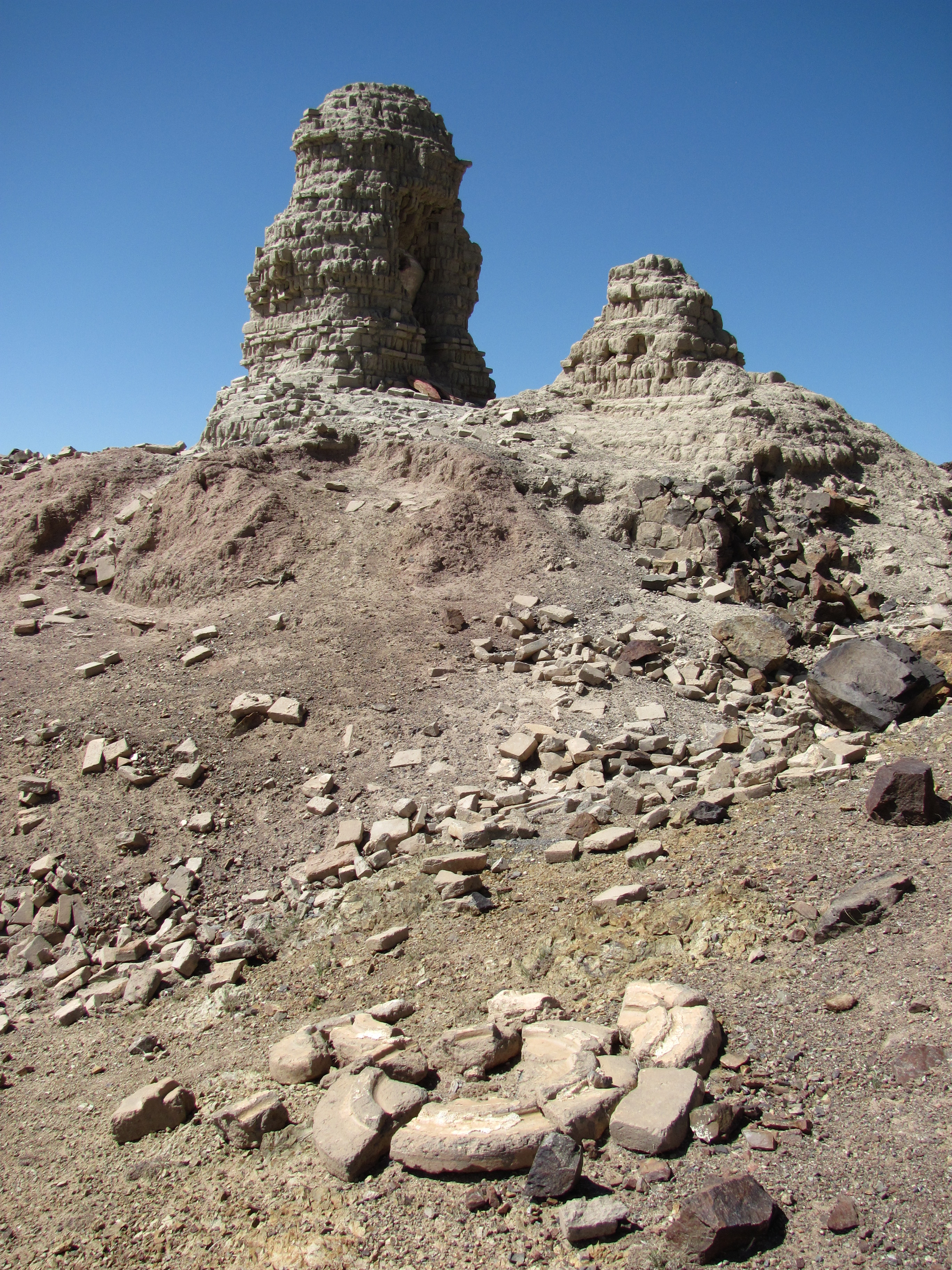
Stupa
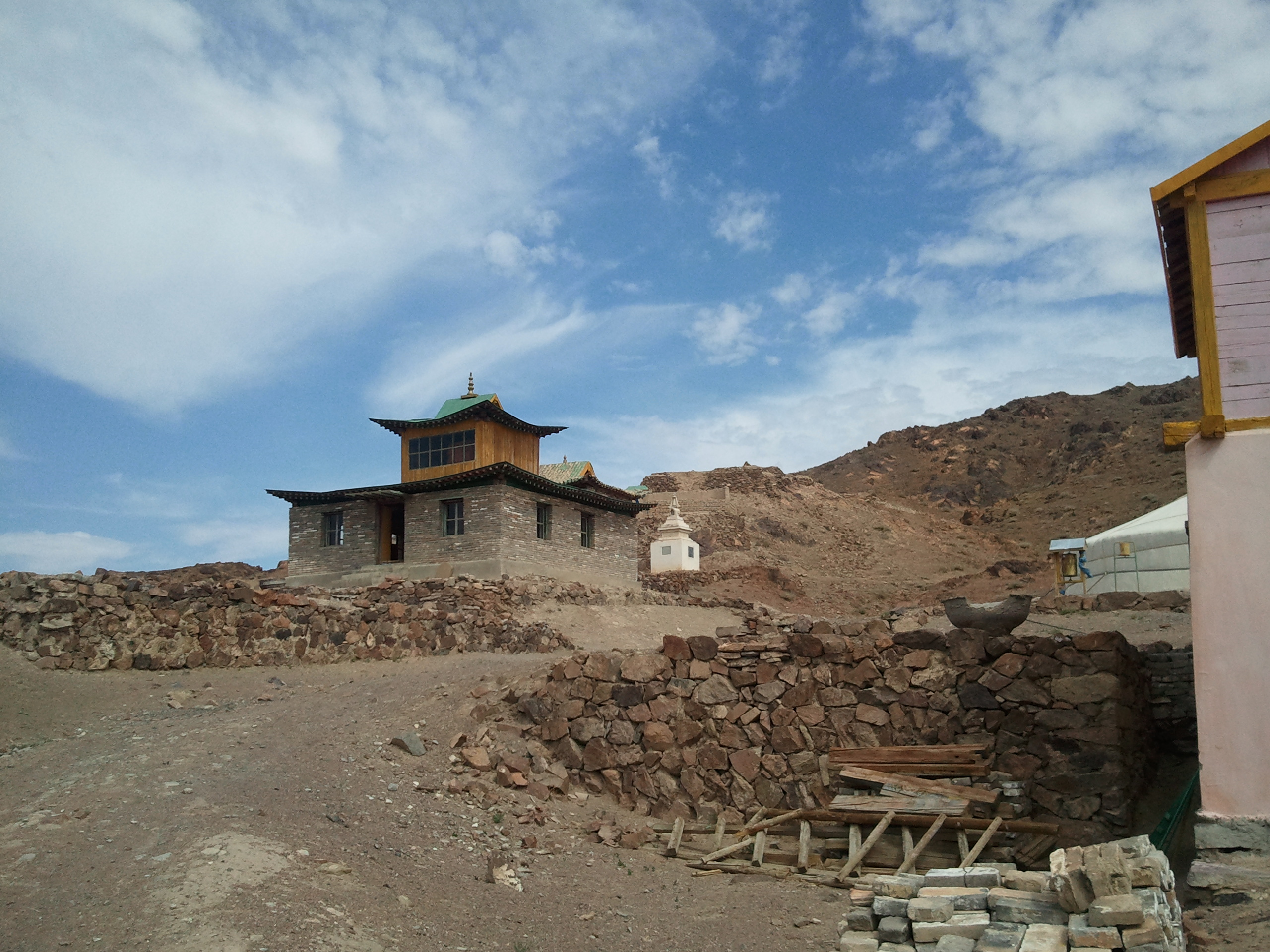
Der erste wiedererrichtete Tempel